# Anja Hilling

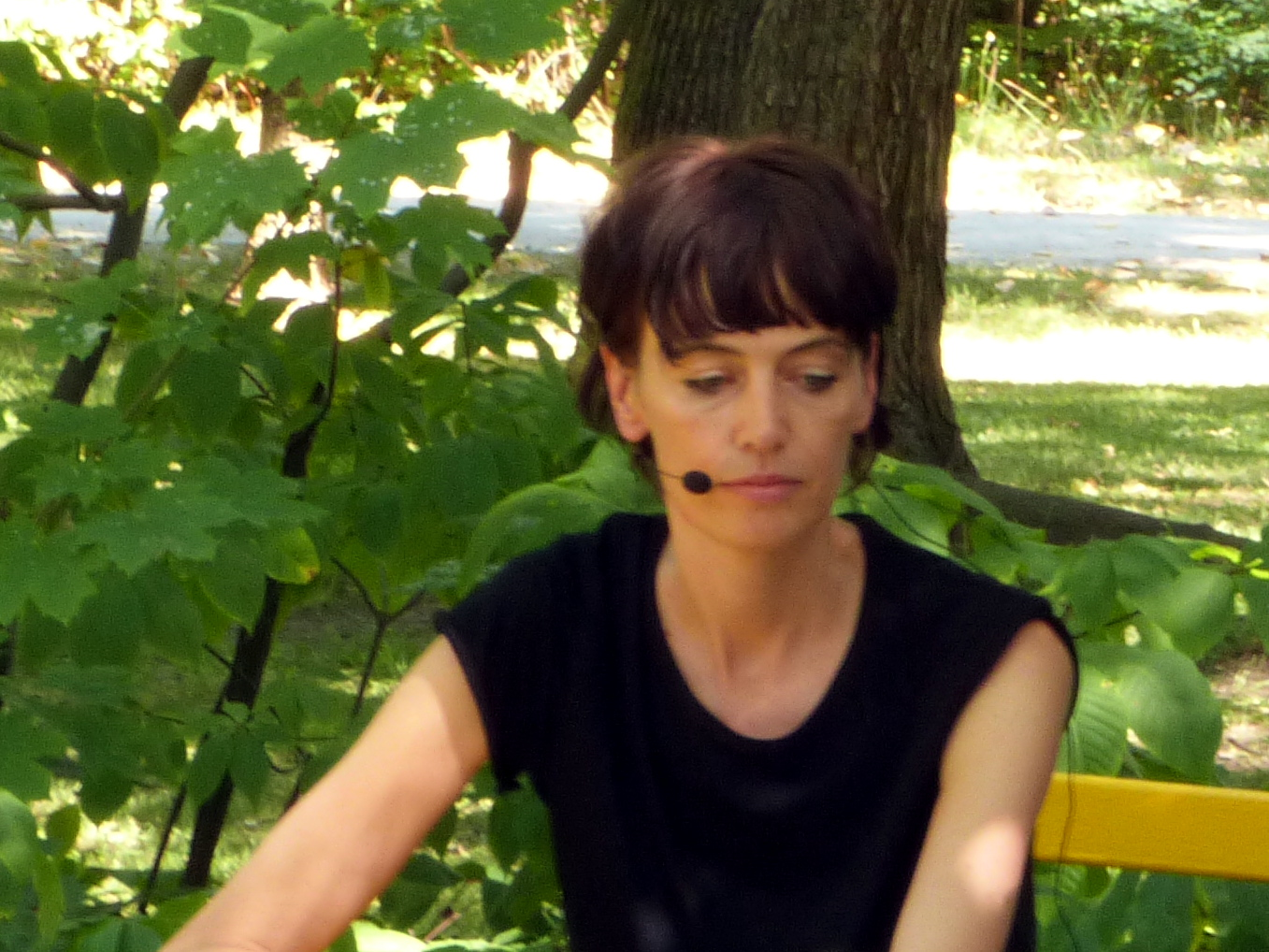
Anja Hilling, 2016

Anja Hilling (* 25. September 1975 in Lingen an der Ems) ist eine deutsche Theaterautorin, die in Berlin lebt.

## Leben
Anja Hilling ist in München aufgewachsen. Sie absolvierte das Studium der Germanistik und Theaterwissenschaft an der FU Berlin sowie  „Szenisches Schreiben“ an der UdK Berlin. Parallel dazu kellnerte sie in einer Bar in Berlin-Kreuzberg.
Ihr erstes Theaterstück Sterne wurde 2003 zum Stückemarkt des Berliner Theatertreffens eingeladen und dort mit dem Preis der Dresdner Bank für neue Dramatik ausgezeichnet. Ihr folgendes Stück, die Tragikomödie mein junges idiotisches Herz wurde 2005 in einer Inszenierung der Münchner Kammerspiele zu den Mühlheimer Theatertagen eingeladen. Im selben Jahr wurde Anja Hilling in der Kritikerumfrage von Theater heute zur Nachwuchsautorin der Saison gewählt.
Mit dem Zivilisationsdrama Schwarzes Tier Traurigkeit (2007) gelang Anja Hilling der Durchbruch im Ausland. Das Stück wurde in Europa, u. a. dem Théâtre national de la Colline in Paris und dem Königlich dramatischen Theater Stockholm (dramaten) gezeigt.  Das Jugenddrama Sinn (2007) entstand in Kooperation des Thalia Theaters Hamburg und der Comédie de Saint-Étienne.
2011 schrieb sie der Garten, ein Fünfakter über das Spannungsfeld von Kunst und Kritik. Das Stück wurde am Schauspielhaus Wien uraufgeführt, wo auch ihr Werk Sinfonie des sonnigen Tages 2014 zur Uraufführung kam.
Zusammen mit Simona Sabato entwickelt sie Filmprojekte.
Für das Jugenddrama was innen geht war Anja Hilling 2014 für den Deutschen Jugendtheaterpreis nominiert. 2015 schrieb sie das Stück Lenz Ewiger Durst, das den Dichter Jakob Michael Reinhold Lenz in unsere Gegenwart schickt und am Königlichen Theater Stockholm uraufgeführt wurde. Durch die Auseinandersetzung mit Camille Claudel und Paul Claudel entstanden die beiden Liebesdramen Massiver Kuss und Mittagswende. Die Stunde der Spurlosen, sowie Teile (hartes Brot), ein Drama über Formen moderner Sklaverei.
Für das Nationaltheater Mannheim schrieb sie das Stück Wie kann ich dich finden, zu mir ziehen und überreden zu bleiben.
Die Radio-Komposition Interlunium 1-21 ist als dionysische Hymne zusammen mit dem Elektro-Duo Mouse on Mars entstanden.
Das Stück liberté oh no no no lässt den Dichter Arthur Rimbaud durch eine heutige Großstadt gehen – als Frau.
Mit Mascha K. (Tourist Status) entsteht ein Stück über die Dichterin Mascha Kaléko und den nicht endenden Zustand des Exils.

## Werk
- 2003 Sterne (UA: Stadttheater Bielefeld 2006)
- 2004 Mein junges idiotisches Herz (UA: Theaterhaus Jena 2005)
- 2005 Monsun (UA: Schauspiel Köln)
- 2005 Protection (UA: Maxim Gorki Theater 2006)
- 2006 Bulbus (UA: Wiener Burgtheater)
- 2006 Engel (UA: Münchner Kammerspiele)
- 2007 Sinn (UA: Thalia Theater Hamburg)
- 2007 Schwarzes Tier Traurigkeit (UA: Schauspiel Hannover)
- 2008 Nostalgie 2175 (UA: Thalia Theater Hamburg)
- 2009 Radio Rhapsodie (UA: Thalia Theater Hamburg)
- 2011 Der Garten (UA: Schauspielhaus Wien)
- 2014 Sinfonie des sonnigen Tages (UA: Schauspielhaus Wien)
- 2016 was innen geht (UA: theater praesent Innsbruck)
- 2016 Massiver Kuss (UA: Theater Bonn)
- 2017 Mittagswende. Die Stunde der Spurlosen (UA: Theater Basel)
- 2017 Interlunium 1-21 (UA: WDR 3)
- 2017 Wie kann ich dich finden, zu mir ziehen und überreden zu bleiben (UA: Nationaltheater Mannheim)
- 2020 Apeiron (UA: Theater Bonn)
- 2021 Teile (hartes Brot) (UA: Residenztheater (München))
- 2022 Transstimme, Libretto zu einer Oper von Fabià Santcovsky (UA: Münchener Biennale)
- 2022 liberté oh no no no (UA: Schauspiel Frankfurt)
- 2023 Mascha K. (Tourist Status) (UA: Schauspiel Frankfurt)
- 2024 Die Liebe auf Erden  (UA: Theater Altenburg Gera)

## Preise und Auszeichnungen
- 2003: Einladung zum „Stückemarkt des Berliner Theatertreffens“ und Auszeichnung mit dem „Preis der Dresdner Bank für junge Dramatik“ für Sterne; „International Residency“ am Royal Court Theatre, London
- 2005: „Nachwuchsautorin der Saison“ (Kritikerumfrage der Zeitschrift Theater heute); „Werkstatttage am Burgtheater, Wien“; „Autorentheatertage am Thalia Theater Hamburg“ mit Protection; „Mülheimer Theatertage“ mit Mein junges idiotisches Herz
- 2009: „Autorentheatertage am Thalia Theater Hamburg“ mit dem Auftragswerk Radio Rhapsodie
- 2014: Nominierung Deutscher Jugendtheaterpreis für was innen geht